# Our Bodies Our Selves
Our Bodies Our Selves es el quinto álbum de estudio de la banda de punk rock estadounidense The Mr. T Experience, publicado en 1993 por Lookout! Records. Fue el primer álbum de la banda como un trío, después de que el guitarrista Jon Von Zelowitz dejará la banda el año anterior. Fue también el último álbum con el bajista Aaron Rubin y el baterista Alex Laipeneiks. Después de sus pártidas, el guitarrista y vocalista Frank Portman re-formó la banda con nuestros integrantes.
La canción «Even Hitler Had a Girlfriend» fue utilizado en la banda sonora de la película de 1996 Glory Daze protagonizada por Ben Affleck y fue incluida en el álbum sonoro de la película, junto con la canción «I Just Wanna Do it With You» del álbum de la banda Love is Dead. Durante la escena de la fiesta en la película, los principales personajes presentaban como una banda un cover de la canción de The Mr. T Experience «Now We Are Twenty-One» de su álbum de 1988 Night Shift at the Thrill Factory.

## Lista de canciones
| N.º | Título                                          | Duración |  |
| 1.  | «Somebody Who Cares»                            |          |  |
| 2.  | «Love Manifesto»                                |          |  |
| 3.  | «The Dustbin of History»                        |          |  |
| 4.  | «Personality Seminar»                           |          |  |
| 5.  | «Are You There God? It's Me, Margaret»          |          |  |
| 6.  | «Martyr»                                        |          |  |
| 7.  | «Even Hitler Had a Girlfriend»                  |          |  |
| 8.  | «Bridge to Tarabithia»                          |          |  |
| 9.  | «I Feel Love»                                   |          |  |
| 10. | «More Than Toast»                               |          |  |
| 11. | «Swallow Everything»                            |          |  |
| 12. | «Not Guilty»                                    |          |  |
| 13. | «Game Over»                                     |          |  |
| 14. | «Will You Still Love Me When I Don't Love You?» |          |  |
| 15. | «Together Tonight»                              |          |  |
| 16. | «God Bless America»                             |          |  |

- Datos: Q7110566